# Comuna Novomîkolaiivka, Novhorodka
Novomîkolaiivka (în ucraineană Новомиколаївка) este o comună în raionul Novhorodka, regiunea Kirovohrad, Ucraina, formată din satele Novomîkolaiivka (reședința) și Spilne.

## Demografie
Componența lingvistică a comunei Novomîkolaiivka
     Ucraineană (99,77%)
     Alte limbi (0,23%)
Conform recensământului din 2001, majoritatea populației comunei Novomîkolaiivka era vorbitoare de ucraineană (99,77%), existând în minoritate și vorbitori de alte limbi.